# Peperomia oscarii
Peperomia oscarii är en pepparväxtart som beskrevs av Trel. & Yunck.. Peperomia oscarii ingår i släktet peperomior, och familjen pepparväxter. Inga underarter finns listade i Catalogue of Life.